# 서지원 (배우)
서지원(1991년 ~ )은 대한민국의 배우이다.

## 병역
- 대한민국 해군 병장 만기 전역

## 출연

### 방송

#### 드라마
- 2004년 SBS 《토지》 - 어린 김길상 역 (유준상 아역)
- 2010년 SBS 《자이언트》 - 어린 박소태 역 (이문식 아역)

### 영화
- 2002년 《YMCA 야구단》 - 어린이 합창단 남 1 역

### 뮤직비디오
- 2006년 클럽소울 - 〈Sunshine〉

## 가족 관계
- 아버지: 서해석